# Arnebia tinctoria
Arnebia tinctoria är en strävbladig växtart som beskrevs av Peter Forsskål. Arnebia tinctoria ingår i släktet Arnebia och familjen strävbladiga växter. Inga underarter finns listade i Catalogue of Life.